# مهندسی زیست‌شیمیایی

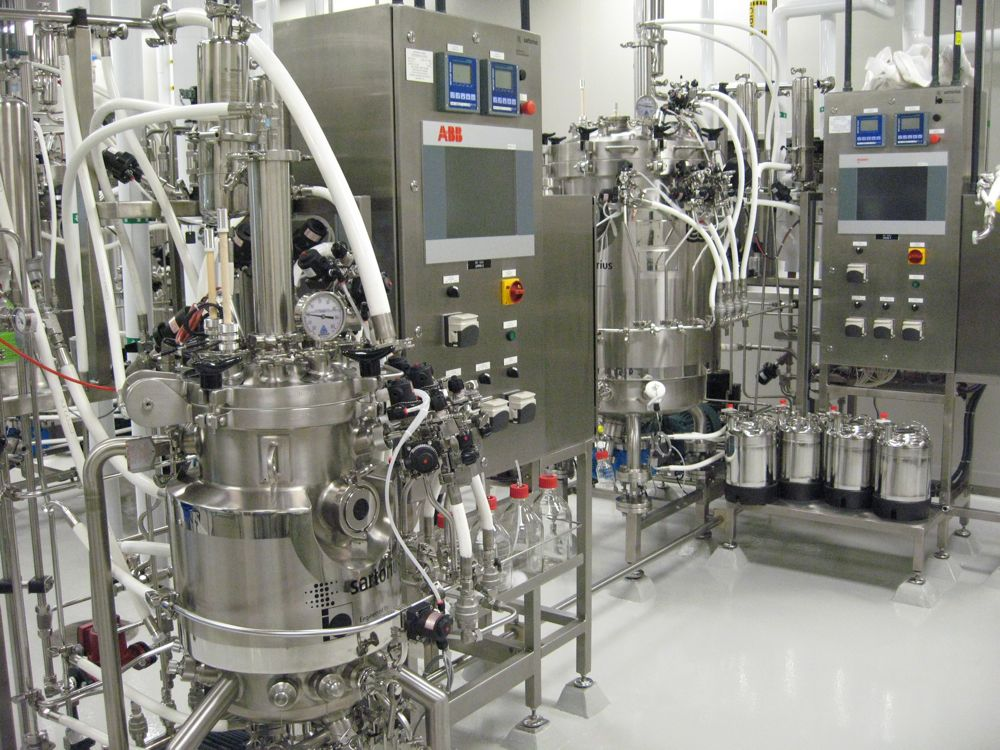
طراحی، ساخت و بهره‌برداری از زیست رآکتورها (بیورآکتور) از وظایف مهندسین بیوشیمی است.

مهندسی بیوشیمیایی یا مهندسی زیست‌شیمیایی (کاملاً با بیوتکنولوژی متفاوت است) و در ایران بنام مهندسی شیمی گرایش بیوشیمیایی، شاخه‌ای مهندسی شیمی (گرایش جداسازی و مهندسی کنترل فرایند) است که به ساخت، توسعه، بهره‌برداری و تحقیق در تجهیزات صنعتی شامل پدیده‌های زیستی و بیوکاتالیست‌ها (آنزیم). این شاخه از علوم مهندسی در صنایعی چون کنترل آلودگی پالایشگاه و عوامل مؤثر بر محیط، آزمایشگاه تصفیه آب پالایشگاه و پتروشیمی، پلیمر، صنایع پتروشیمی و پالایش، صنایع نفت و هسته‌ای کاربرد دارد.
به دلیل تشابه اسمی بین رشته مهندسی شیمی گرایش بیوشیمیایی و رشته مهندسی شیمی گرایش بیوتکنولوژی، دانشگاه جانز هاپکینز آمریکا تفاوت این دو رشته را به‌صورت زیر بیان کرده است، و همچنین بیان کرده این دو رشته کاملاً باهم متفاوت هستند.